# 羅基希爾 (康乃狄克州)
羅基希爾（英語：Rocky Hill）是一個位於美國康乃狄克州哈特福縣的城鎮。

## 地理
羅基希爾的座標為41°39′26″N 72°39′36″W / 41.65722°N 72.66000°W，而該地的平均海拔高度為68米（即223英尺）。

## 人口
根據2010年美國人口普查的數據，羅基希爾的面積為35.80平方千米，當中陸地面積為34.80平方千米，而水域面積為1.00平方千米。當地共有人口19,709人，而人口密度為每平方千米550人。